# Aleví
La paraula  aleví  (del francès alevin o alvin), és utilitzada comunament en activitats com la piscicultura i l'aqüicultura, o en ciències com la ictiologia, per a designar un petit acabat de néixer de peixos. Més precisament, aquest terme fa al·lusió al moment en el qual els petits trenquen l'ou i comencen a alimentar-se.
També és una categoria esportiva, d'onze a dotze anys.